# Cephalodiscus gilchristi
Espèce
Cephalodiscus gilchristi est une espèce d'animaux ptérobranches de l'ordre des Cephalodiscida et de la famille des Cephalodiscidae. Elle se rencontre dans les mers autour du Cap en Afrique du Sud.

## Systématique
L'espèce Cephalodiscus gilchristi a été décrite en 1908 par Walter G. Ridewood (d).

## Divers
Cet animal produit de la céphalostatine-1, une molécule stéroïdique.

Structure 2D de la céphalostatine-1.

## Étymologie
Son épithète spécifique, gilchristi, lui a été donnée en l'honneur de John Dow Fisher Gilchrist (1866-1926), ichtyologiste écossais qui a collecté les spécimens analysés.

## Publication originale
- (en) W. G. Ridewood, « A new species of Cephalodiscus (C. gilchristi) from the Cape Seas », Marine investigations in South Africa, Le Cap, Inconnu, vol. 4,‎ 1908, p. 173-192 (ISSN 1810-4495, OCLC 10326427, lire en ligne).